# Xavier Koller

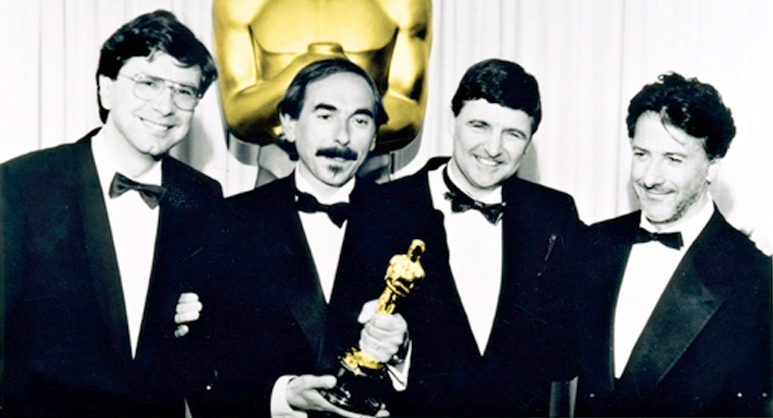
Xavier Koller hält 1991 den Oscar in der Hand, Alfi Sinniger (links) und Peter-Christian Fueter (rechts) beides Produzenten, sowie Dustin Hoffman als Preisverleiher.

Xavier Koller (* 17. Juni 1944 in Ibach, Gemeinde Schwyz) ist ein Schweizer Filmregisseur und Drehbuchautor.

## Leben
Xavier Koller absolvierte zunächst eine Lehre als Feinmechaniker. Er besuchte danach die Schauspielakademie Zürich und arbeitete dann einige Jahre als Schauspieler.
1979 drehte er Das gefrorene Herz, eine Verfilmung von Meinrad Inglins Begräbnis eines Schirmflickers. 1985 folgte Der schwarze Tanner, der ebenfalls auf einer Erzählung von Inglin basiert. 1984 gründete Koller die Produktionsfirma Catpics AG. 1990 drehte Koller das Filmdrama Reise der Hoffnung über eine alevitische Familie, die in die Schweiz auswandern will. 1991 wurde der Film mit dem Oscar für den besten fremdsprachigen Film ausgezeichnet.
Im Jahr 2000 verfilmte er Kurt Tucholskys Roman Schloß Gripsholm, wobei die Handlung mit biographischen Versatzstücken aus Tucholskys Leben erweitert wurde. In seinem Film Ring of Fire (OT: Cowboy Up) von 2001 sind Kiefer Sutherland, Daryl Hannah und Molly Ringwald in den Hauptrollen zu sehen. Eine wen iig, dr Dällebach Kari, ein Film über den Berner Coiffeurmeister und das Stadtoriginal Karl Tellenbach, feierte 2012 auf den Solothurner Filmtagen Premiere.
2012 verfilmte Koller Die schwarzen Brüder, basierend auf dem Jugendroman von Lisa Tetzner und Kurt Held. Die historische Romanverfilmung mit Moritz Bleibtreu in der Hauptrolle wurde 2013 im Rahmen des 9. Zurich Film Festivals erstmals gezeigt. Im Anschluss arbeitete Koller an der Verfilmung der bekannten Schweizer Kindergeschichte Schellen-Ursli, der Film kam im Oktober 2015 in die Kinos.
Koller lebte und arbeitete von 1991 bis 2021 im Grossraum Los Angeles, zuletzt in Santa Monica. 2021 zog er mit seiner Familie nach Camogli. Der Nachlass von Koller wird in der Cinémathèque suisse (Schweizer Filmarchiv) aufbewahrt.

## Filmografie
- 1969: Fano Hill
- 1971: Salto Mortale (Fernsehserie, 1 Folge)
- 1972: Hannibal
- 1976: De Schützekönig
- 1978: Trilogie 1848 – Der Galgensteiger
- 1979: Das gefrorene Herz
- 1985: Der schwarze Tanner
- 1990: Reise der Hoffnung
- 1994: Squanto – der grosse Krieger
- 1998: Hearts and Bones
- 2000: Gripsholm
- 2001: Ring of Fire
- 2002: Highway
- 2006: Havarie
- 2011: Eine wen iig, dr Dällebach Kari
- 2013: Die schwarzen Brüder
- 2015: Schellen-Ursli